# Mechiel Versluis
Pieter Gilles "Mechiel" Versluis (Ooststellingwerf, 29 de julho de 1987) é um remador neerlandês, medalhista olímpico.

## Carreira
Versluis competiu nos Jogos Olímpicos de 2012 e 2016. Em sua primeira aparição, em Londres, ficou em quinto lugar com a equipe dos Países Baixos no quatro sem. Quatro anos depois, no Rio de Janeiro, disputou a prova do oito com e obteve a medalha de bronze.